# Buddhismus

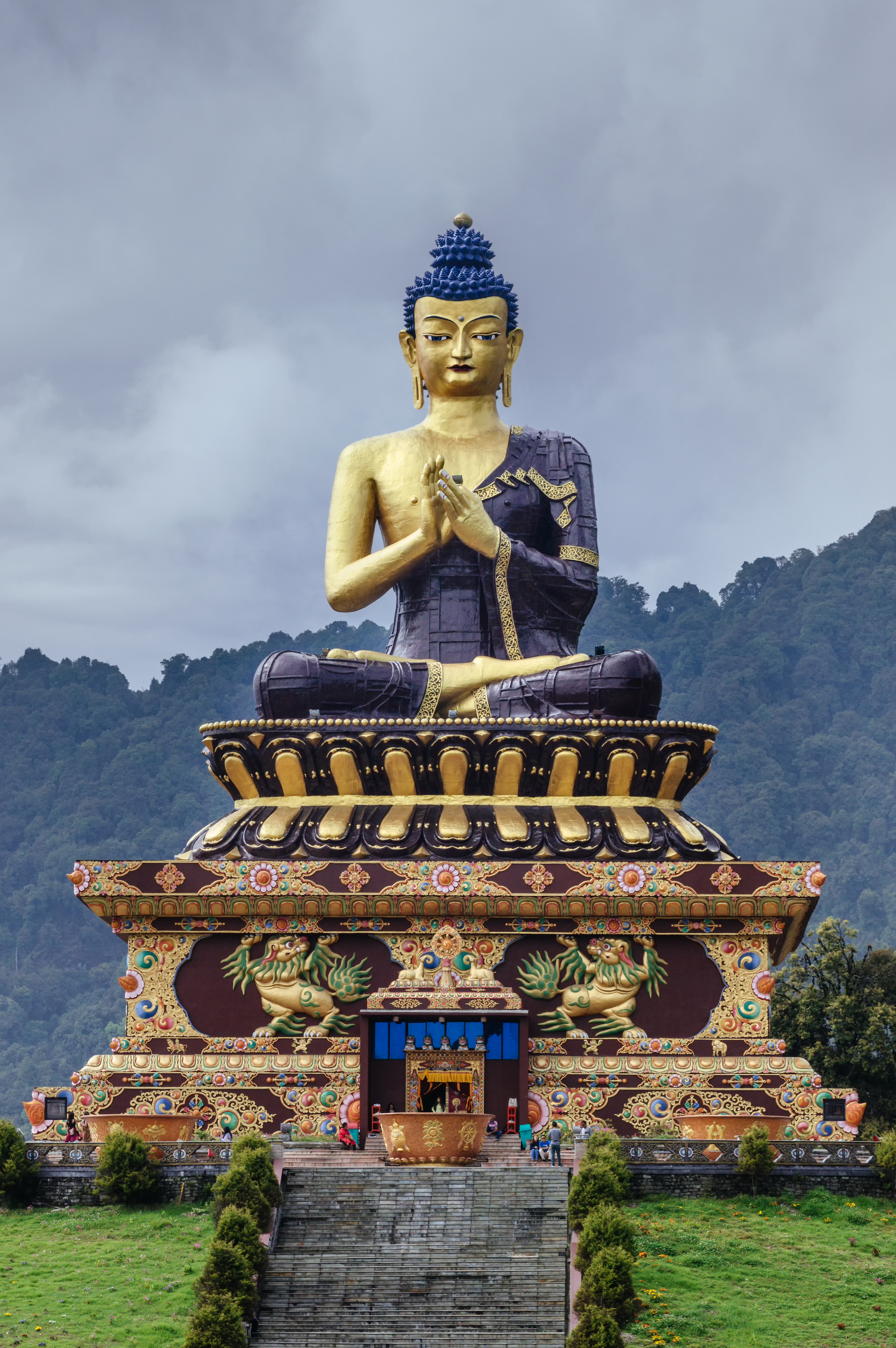
Velká socha Buddhy v Sikkimu

Buddhismus je náboženství či filozofická tradice, původem z indického subkontinentu, založená na učeních Siddhártha Gautamy, běžně známého jako Buddha, což znamená „probuzený“. Buddha žil a učil na území dnešní severovýchodní Indie někdy mezi 6. a 4. stoletím př. n. l. Buddhisté jej respektují jako svého probuzeného či osvíceného učitele. V současnosti je čtvrtým nejrozšířenějším náboženstvím na světě s více než 520 miliony stoupenců („buddhistů“), kteří tvoří sedm procent světové populace.
Buddhismus zahrnuje celou řadu tradic, víry a duchovních praktik, které z velké části vycházejí z Buddhova učení a z něj vycházejících filozofických výkladů. 
Buddhovo ústřední učení zdůrazňuje cíl dosáhnout osvobození od pout a překážek iluzorních jevů, které způsobují připoutanost či lpění a duševní nestabilitu či neklid, nebo způsoby, jak se jich zbavit. Buddha podporoval střední cestu, cestu duševního rozvoje, která se vyhýbá jak extrémnímu asketismu, tak hédonismu. 
Shrnutí této cesty je vyjádřeno v Ušlechtilé osmidílné stezce, která je kultivací mysli prostřednictvím dodržování meditace a buddhistické etiky. Mezi další široce rozšířené praktiky patří: mnišství, „přijímání útočiště“ u Tří klenotů: Buddhy, dharmy a saṅghy a pěstování dokonalostí (pāramitā)
Buddhistické školy se liší ve výkladu cest k osvobození (márga), stejně jako v relativní důležitosti, kterou přisuzují různým buddhistickým textům, a v jejich specifických naukách a praktikách.
Badatelé obecně uznávají tři hlavní existující směry buddhismu:   
- Théraváda (doslova „Škola starších“),
- Mahájána (doslova „Velké vozidlo“) a
- Vadžrajána („Nezničitelné vozidlo“).

Théraváda je rozšířena na Srí Lance a také v jihovýchodní Asii (konkrétně v Myanmaru, Thajsku, Laosu a Kambodži). Mahájána – zahrnující tradice zen, Čistá země, Ničiren, Tchien-tchaj , Tendai a Šingon – se praktikuje převážně v Nepálu, Číně, Malajsii, Vietnamu, na Tchaj-wanu, v Koreji a Japonsku. Tibetský buddhismus, který uchovává učení vadžrajány z Indie osmého století, se především praktikuje v himálajských státech (v Bhútánu je oficiálním státním náboženstvím) a také v Mongolsku a v ruském Kalmycku. Historicky byl buddhismus široce rozšířen na indickém subkontinentu až do počátku 2. tisíciletí; ve svých počátcích byl přítomný i na mnohých dalších místech, například v Pákistánu, Afghánistánu, Uzbekistánu, Kyrgyzstánu a na Filipínách.

## Základní charakteristika

Kolo dharmy – jeden ze symbolů buddhismu

Buddhismus není primárně náboženské misionářské hnutí. Je to spíše vzdělávací hnutí s náboženským rozměrem. Způsob, jakým je náboženství definováno v západním světě, kde jde především o přijetí systému víry a konverze, tedy o změně jednoho systému víry na jiný, definici buddhismu příliš neodpovídá. Víra sama o sobě nemůže vést k osvobození. Ta pouze orientuje člověka tam, kde se může začít dostávat do vzdělávacího procesu, s jehož pomocí by se díky rozvoji porozumění a moudrosti mohl stát osvobozeným, což je skutečným cílem buddhismu.
Buddhismus bývá někdy označován jako neteistické náboženství především proto, že se v buddhistických textech objevují bohové či božstva jakožto kategorie bytostí, žijící v jiných dimenzích prostoru. Na rozdíl od teistických náboženství jsou však tyto bytosti z kategorie bohů považovány za smrtelné a nevědomé bytosti podobně jako bytosti z kategorie lidí nebo z kategorie zvířat, pouze je převyšují svými zázračnými schopnostmi a dlouhověkostí. Podstatou buddhismu je ale rozvoj a spočívání ve vnitřní probuzenosti podstaty sebe sama, ne v pěstování a udržování dualistického vztahu k vnějším bohům. Původní buddhismus není ani teismem, ani není náboženstvím. Buddha sám ve svém učení zavrhoval myšlenku na Íšvaru coby stvořitelské božstvo.
Z období Buddhova života o jeho učení neexistují žádné písemné zprávy, naše znalosti vychází z tzv. Tipitaky, která byla sepsána až po jeho smrti.

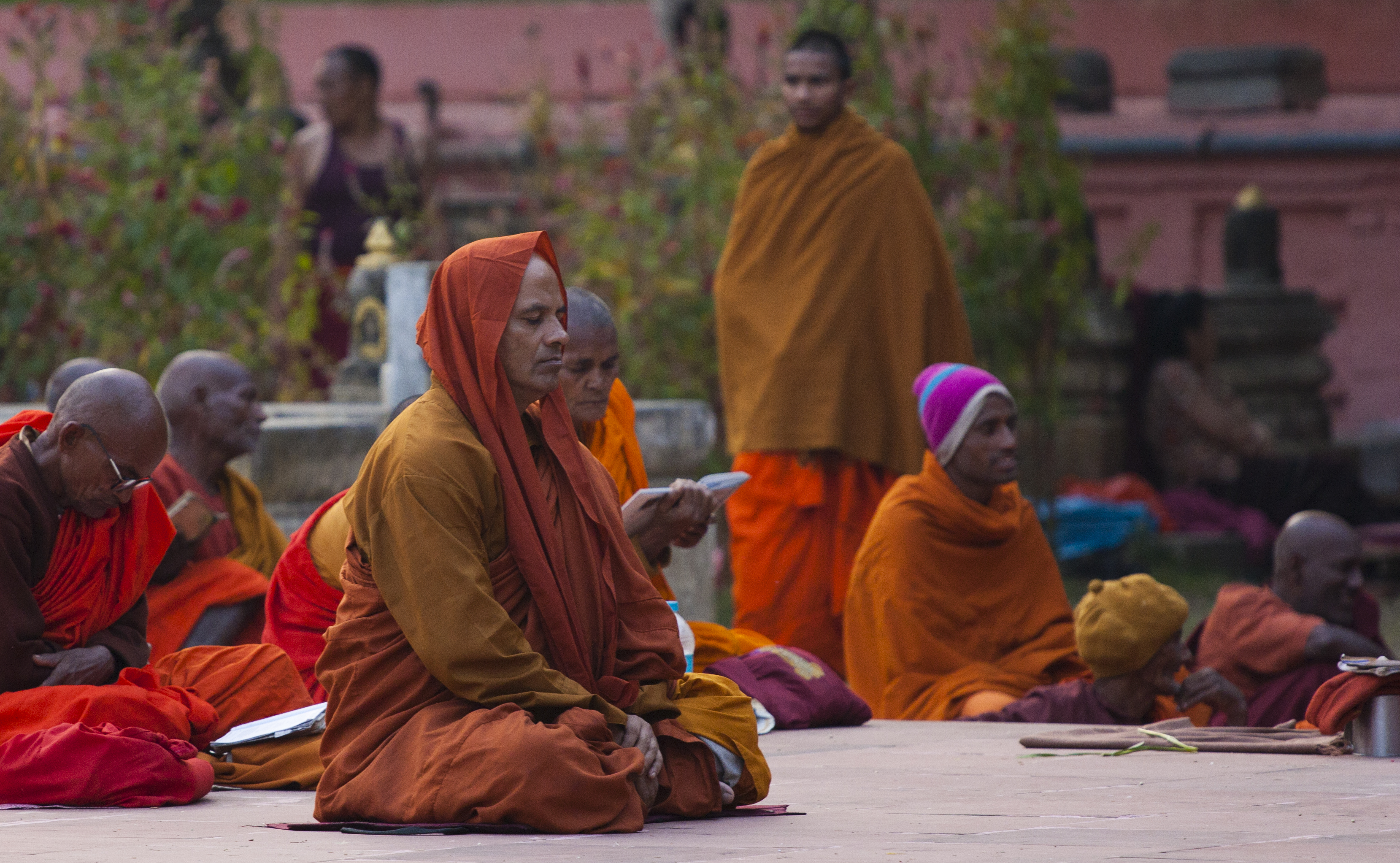
Meditující mniši, Bódhgaja v Indii

Mezi ostatními duchovními a filosofickými systémy zaujímá buddhismus zvláštní místo postojem k duši. Nepatří k
- eternalistickým systémům, které tvrdí, že s tělem se rodí i duše („Nope“), která po smrti přetrvává, ani k
- nihilistickým systémům, které tvrdí, že s tělem se rodí i duše („já“), která se smrtí zaniká.

Místo toho tvrdí, že nelze nalézt žádnou entitu, s níž bychom se mohli identifikovat jako s „já“ (anátman), a že tedy oba výše zmíněné přístupy jsou mylným důsledkem nevědomosti.

## Etymologie

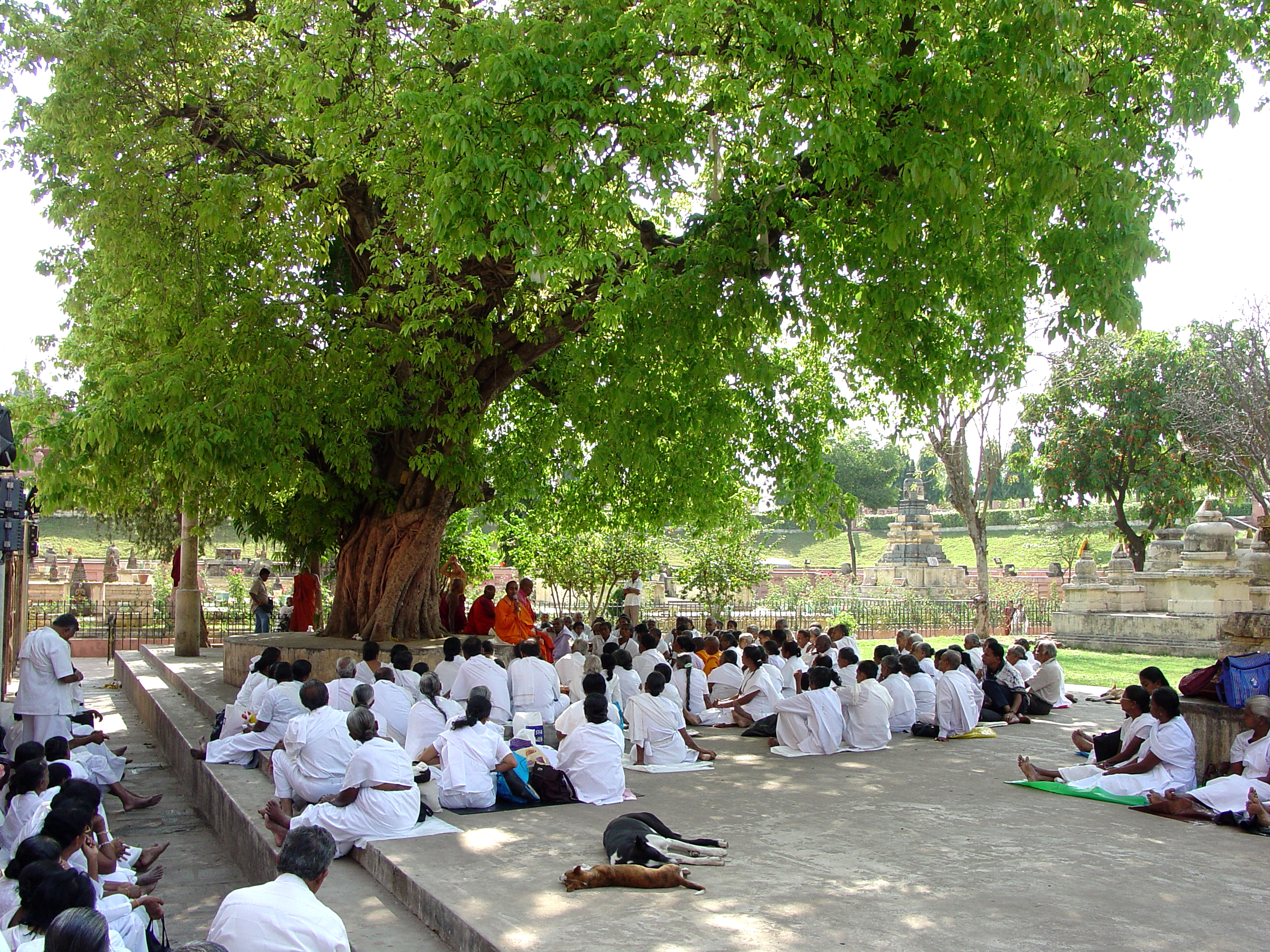
Poutníci u Stromu bódhi v Bódhgaji

K pochopení pojmu buddhismus je nutné si uvědomit, že tento termín přijali buddhisté teprve nedávno. V théravádových zemích je buddhismus, tedy Buddhovo učení, nazýváno jako sásana – učení. V Tibetu je nejčastěji používán termín nangpä čhö – náboženství zasvěcených, v Číně fo-ťiao – Buddhovo učení, v Japonsku bukkjó – Buddhovo učení, či méně často bucudó – Buddhova cesta. Ještě v 19. století nebyl mezi stoupenci různých směrů buddhismu rozšířen pocit příslušnosti k buddhismu jako univerzálnímu náboženství, které nesdílelo ani jednotné označení. Poprvé bylo použito slovo Boudhism v Oxfordském slovníku angličtiny v roce 1801. Až v roce 1816 se změnilo na Buddhism ve větě v článku z časopisu Asiatic Journal. V roce 1829 bylo vydáno první dílo v angličtině, v jehož názvu se vyskytovalo slovo buddhismus, i když s jedním d, byla to kniha od Edwarda Uphama The History and Doctrine of Buddhism (Dějiny a učení buddhismu). Teprve v průběhu 19. století začali mniši různých buddhistických tradic hovořit o jediném buddhismu jako univerzálním náboženství, aby odvrátili útoky křesťanských misionářů a koloniálních úředníků. Je paradoxní, že vůbec první pokus o sjednocení buddhismu učinil buddhista ze západu plukovník Henry Steel Olcott.

## Základní myšlenky buddhismu
Podle pojetí školy théraváda.

### Osvobození od utrpení

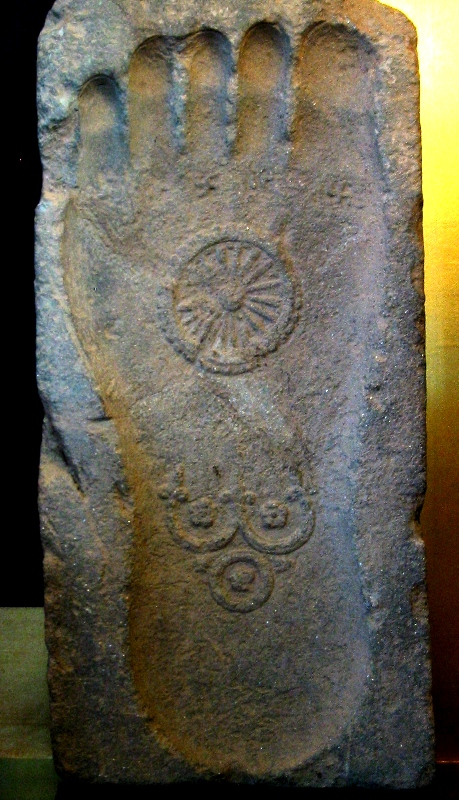
Jedno z nejstarších znázornění Buddhy – stopa doplněná o kolo dharmy

Kolo dharmy z doby vládce Ašóky jako znak Indie

Učení Buddhy bylo motivováno úsilím o vysvobození bytostí z utrpení z nekonečného, iluzorního koloběhu zrození a smrti. Ve středu jeho rozhovorů je proto praxe, která osvobozuje od narození a smrti nebo umožňuje lepší zrození či uvědomělý, blažený život. Vždy šlo o vysvobození z nevědomého, dualistického egoismu: Jako je širý oceán proniknut jen jedinou chutí, chutí soli, je tato nauka proniknuta jen jedinou chutí, chutí osvobození.

### Osobní zkušenost
Buddha se distancoval od těch, kteří vytvářeli intelektuální teorie o smyslu života či podstatě světa. Srovnával je se slepci, z nichž se každý dotýká slona na jiném místě a pak se dostávají do prudkého sporu o pravém tvaru zvířete: Jeden posuzuje slona podle ocasu, kterého se dotýkal, druhý podle nohy, další podle ucha. Podle tohoto podobenství je každá interpretace světa a člověka iluzorní a je jen promarněným časem.
Kdo o tom přemýšlí, je uvězněn v kleci svých názorů. Ten, kdo vyžaduje vysvětlení, je jako člověk zasažený otráveným šípem, který řekl lékaři: „Nenechám si vytáhnout šíp, dokud nebudu vědět, zda mě zasáhl válečník, bráhman, obchodník nebo sluha, dokud nebudu znát jeho jméno a příjmení (…) a jaký přesně je hrot šípu.“ Tento člověk by zemřel dříve, než by se to všechno dozvěděl. Právě tak zemře v nevědomosti ten, kdo zanedbává praxi, vedoucí k osvobození, a místo ní intelektuálně spekuluje o podstatě věcí.
Buddha neodpovídal těm, kteří chtěli vysvětlení, sahající za hranice intelektuálního poznání, stejně jako slepci nebo zranění, kteří nechávají svou záchranu záviset na nesmyslných otázkách. Své výroky chápal pouze jako prostředek na cestě k probuzení. Srovnával je s vorem, který slouží pouze k převozu přes řeku, ale nemá žádný smysl sám o sobě.
Nejkratší formulka Buddhovy filosofie je o třech charakteristikách všech jevů; z ní lze vyjít při nárysu jeho obrazu světa a člověka:
1. Všechny jevy jsou pomíjivé,
2. Všechny jevy přinášejí utrpení,
3. Veškeré bytí je iluzorní jako sen.

Buddha radil lidem, aby nepřijímali nic jen na základě slepé víry či autority druhého, nýbrž aby sami usuzovali, zda daná věc odpovídá nebo neodpovídá jejich nejniternější zkušenosti.

### Iluzornost „já“
Jelikož všechny jevy jsou iluzorní stejně jako sen, jsou také pomíjivé jako sen. Proto bylo pro Buddhu důležité vymanit se z neustálého koloběhu iluzorní existence, který je v podstatě strastiplný, jelikož není skutečný a stejně budeme muset jednoho dne vše opustit. Ukončení koloběhu neustálého znovuzrozování se nazývá nirvána. Původní význam tohoto slova neznamenal věčnou blaženost ve smyslu křesťanského chápání tohoto slova, ale pouze stav, kdy člověk realizoval poznání neskutečnosti svého iluzorního „já“ a tak se zbavil utrpení, které s sebou přinášelo nekonečné putování dualismem sansáry (= lpění na myšlence „já jsem“). Nirvána je tedy konečným cílem všech buddhistů, přesto Buddha neučil všechny své stoupence, jak dosáhnout okamžitého vysvobození, jelikož každý není na tuto cestu připraven. Vyjadřoval se proto k mnoha aspektům tehdejšího života. V buddhistických textech můžeme najít návody, jak dosáhnout štěstí v tomto životě, co dělat pro lepší budoucí zrození, jak se správně chovat k manželce či manželovi a udržet si tak šťastný partnerský život v tomto i budoucím životě, jak si zachovat dobré přátele, jak si udržet bohatství atd...

### Cesta k probuzení

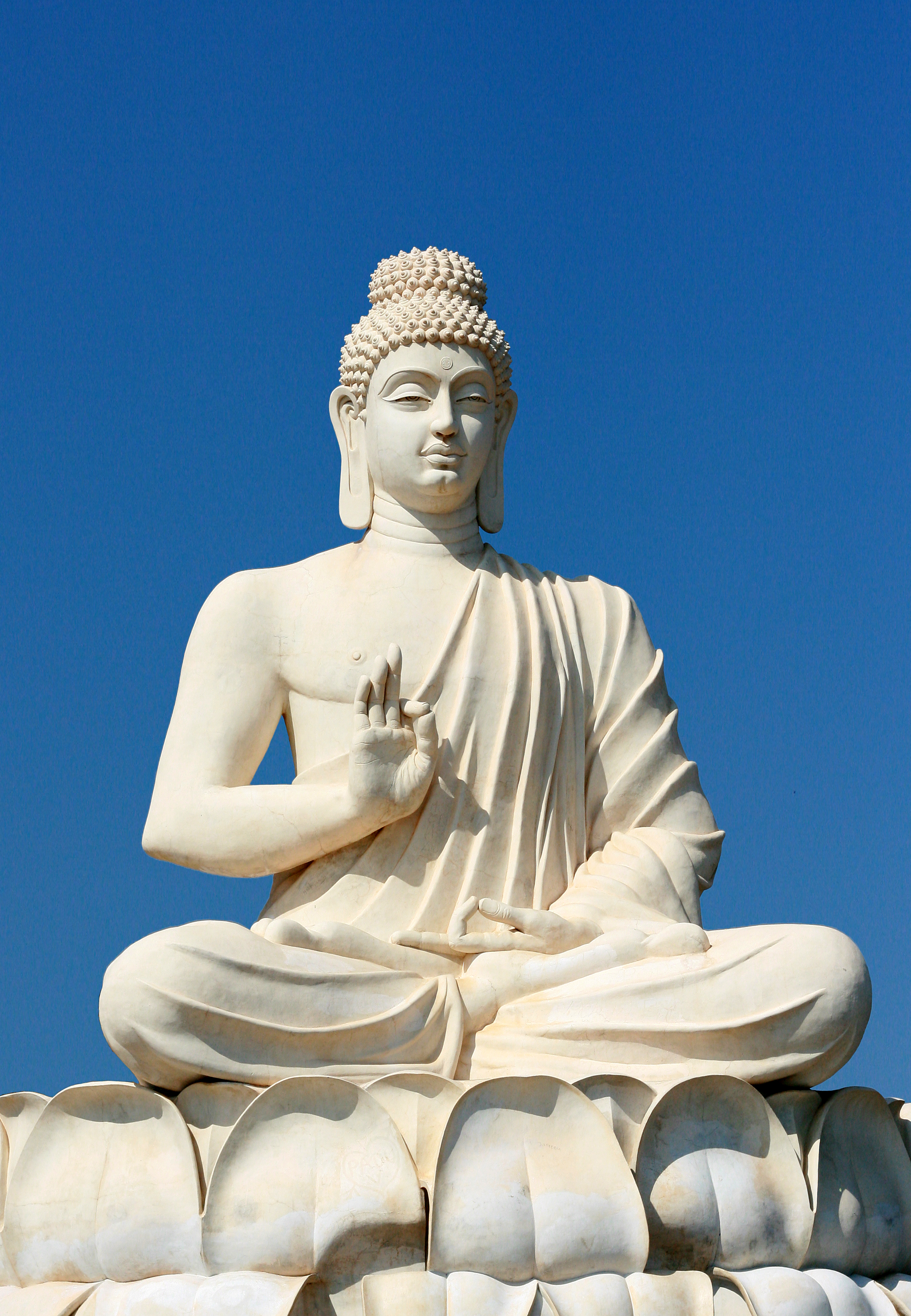
Socha Gautamy Buddhy v Indii, poblíž jeskyní Belum

Cestu vedoucí k osvobození Buddha formuloval v tzv. ušlechtilé osmidílné stezce, která zahrnuje tyto způsoby chování: pravé pochopení, pravé myšlení, pravou řeč, pravé jednání, pravý život, pravé úsilí, pravou bdělou pozornost a pravé soustředění. Podle theravádových škol vede osmidílná stezka ke vstoupení do proudu, k jedinému návratu, k nenávratu nebo ke stavu vysvobozeného arahanta. Ten, kdo vstoupil do proudu, se nachází na jisté cestě k vysvobození a je v bezpečí před zrozením ve světech pod lidskou úrovní existence, tedy ve světech intenzivního utrpení. Po omezeném počtu znovuzrození bude dokonale osvobozen od žádosti, nenávisti a zaslepení. Ten, kdo se vrátí již jen jednou, k tomu potřebuje ještě jeden, poslední pozemský život. Ten, kdo se již nevrátí, se po smrti dostane do světů zvaných „čistá území“, kde uskuteční nirvánu. Arahant dosáhl tohoto cíle již v tomto životě. Tyto různé stupně pravděpodobně podstatně přispěly k úspěchu Buddhovy nauky. Stát se arahantem vyžadovalo přijmout životní podmínky mnicha (bhikšu), který se jako Buddha vzdal majetku a vztahů. Mnozí stoupenci, kteří byli vázáni majetkem a vztahy, mohli například usilovat o vstoupení do proudu, a být si tak jisti budoucím vysvobozením. I v dalším vývoji buddhismu měly velký úspěch školy nabízející způsob výcviku, který zaručoval možnost duchovního pokroku i laikům, kteří žili rodinným životem.

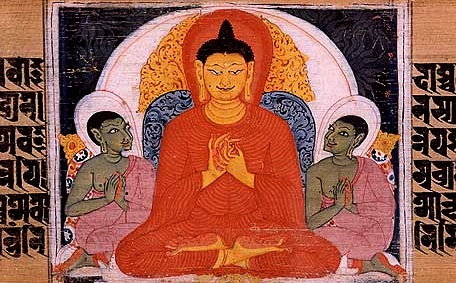
Buddha vyučuje čtyři vznešené pravdy v rukopisu z indické Nálandy

Ušlechtilá osmidílná stezka, která vede ke konečnému vysvobození, tvoří poslední z tzv. „Čtyř vznešených pravd“, které lze považovat za základ filosofie buddhismu. Čtyři vznešené pravdy jsou:
1. Existuje utrpení
2. Existuje příčina utrpení
3. Utrpení je možné ukončit
4. Existuje cesta vedoucí k zániku utrpení (neboli Ušlechtilá osmidílná stezka).

Gautama ustanovil pro všechny své stoupence pět základních pravidel, pro mnichy pak další pravidla, která se počtem i zněním v jednotlivých školách liší.
Pravidla pro všechny stoupence zahrnují:
- zdržet se zabíjení a zraňování živých bytostí
- zdržet se braní věcí, co nejsou dávány (nekrást)
- zdržet se nesprávného sexuálního chování
- zdržet se zraňující a nepravdivé mluvy (nelhat, nepomlouvat, nemluvit zbytečně...)
- zdržet se zneužívání omamných prostředků

Formulace i počet základních pravidel se může v jednotlivých školách lišit, ale v podstatě se vždy jedná o rozvedení nebo přizpůsobení novým podmínkám výše vyjmenovaných základních zásad, proto lze říci, že těchto pět pravidel tvoří jakési základní životní zásady každého buddhisty.

## Členění buddhistického učení
Členění na hínajánu, mahájánu a vadžrajánu vychází z pozdějších tradic buddhismu. Starší buddhistická škola théraváda toto dělení nezná.

### Théraváda

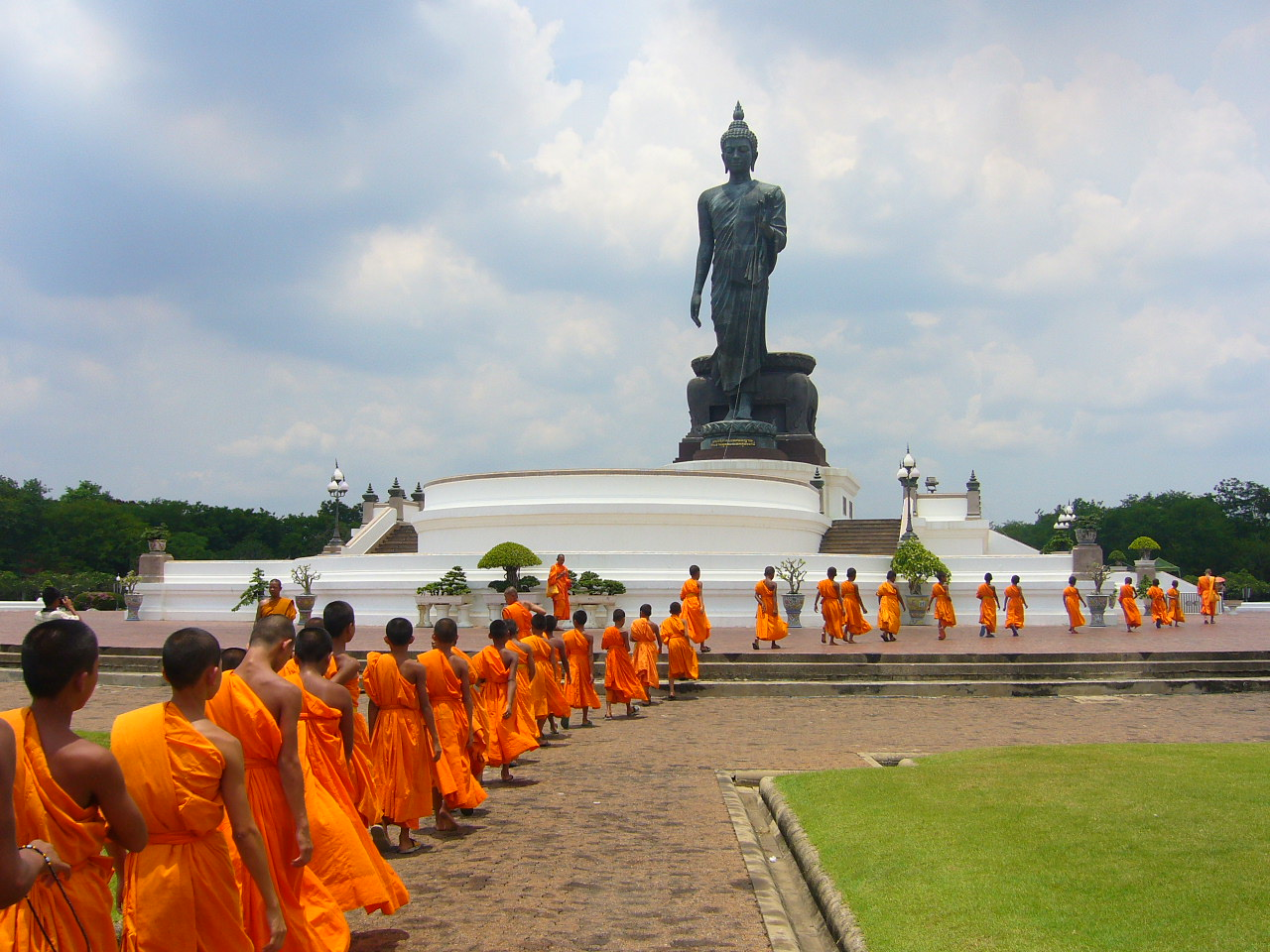
Théravádoví mniši v Thajsku

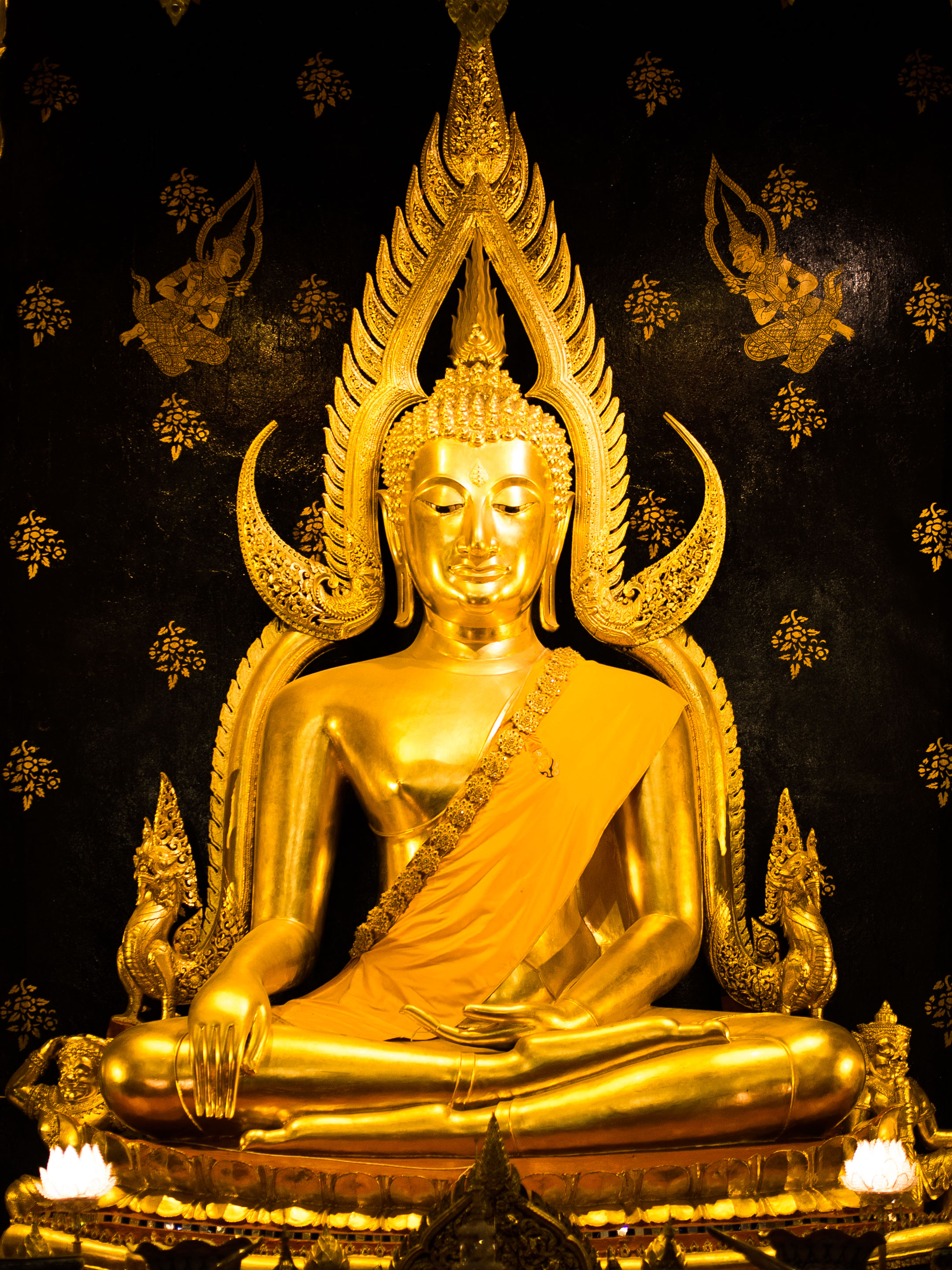
Socha Buddhy Gautamy, Wat Phra Si Rattana Mahathat, Thajsko

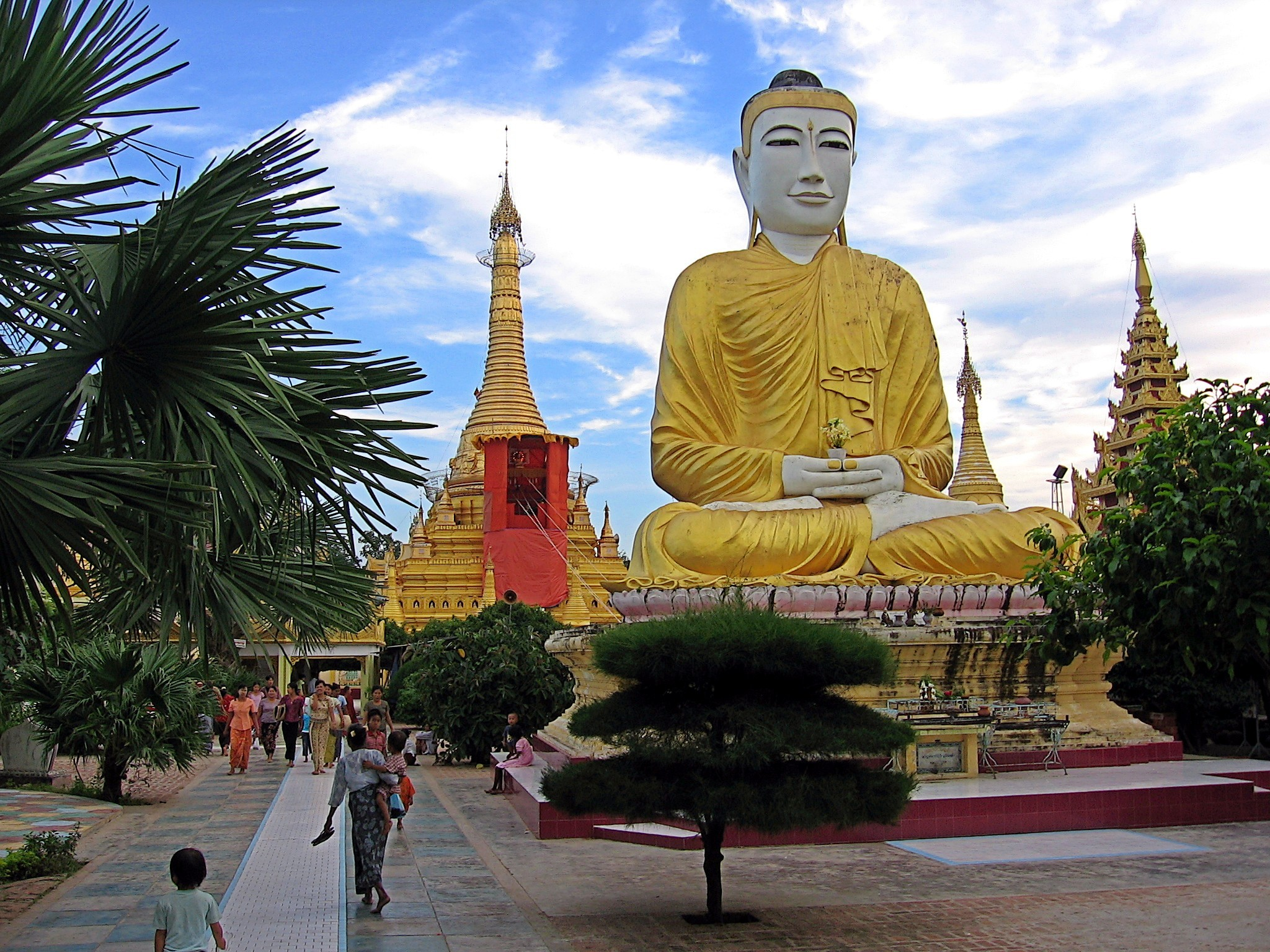
Šwezigonská pagoda poblíž Baganu v Barmě

Théraváda, neboli „učení starších“ („nauka starších“), je buddhistickou školou, podle tradice vzniklé po tzv. 1. Buddhovu otočení kola dharmy, která se opírá o Buddhovy rozpravy zachované v jazyce páli. Théraváda je jediná z tzv. starších škol, která se zachovala do dnešní doby. Théravádový buddhismus je dnes rozšířen především v oblastech Srí Lanky, Barmy, Laosu, Thajska a částí Vietnamu a Malajsie. Mahájána a vadžrajána označují někdy théravádu jako hínajánu, což může být vnímáno problematicky. Termín hínajána byl poprvé použit na buddhistickém koncilu svolaném indickým králem Kaniškou v prvé polovině 2. století. V této době však théraváda už na indickém subkontinentu nepůsobila, takže théravádoví mniši se nemohli koncilu účastnit a být tak označeni za stoupence hínajány. I z hlediska nauky je řazení théravády do hínajány sporné, jelikož théraváda uznává tzv. cestu bódhisattvy a není neobvyklé, že i stoupenci théravády někdy skládají slib bódhisattvy.

### Hínajána
Hínajána, neboli „malé vozidlo“ („malý vůz“, „malé plavidlo“ nebo „malá stezka“), bylo původně posměšné označení, kterým se začali v mahájánových textech označovat stoupenci tzv. starších škol, kteří měli údajně usilovat pouze o své vlastní osvícení. V současnosti existuje jediná hínajánová škola, théraváda. Podle vadžrajánových textů je hínajána původní sútrické učení Buddhy o 4 vznešených pravdách, založené především na morální kázni – základem je vyhnout se jakémukoliv ublížení jiné bytosti. Dle vadžrajány stoupenci tohoto směru jsou vázáni slibem zabránit jakékoliv negativní akci způsobené ať už tělesně, energií nebo i jen myšlenkou a tím se snaží uvést do praxe učení o Pravdě o utrpení. Hinajána se vnitřně člení na učení Šravaků a učení Pratjéka Buddhů.

### Mahájána

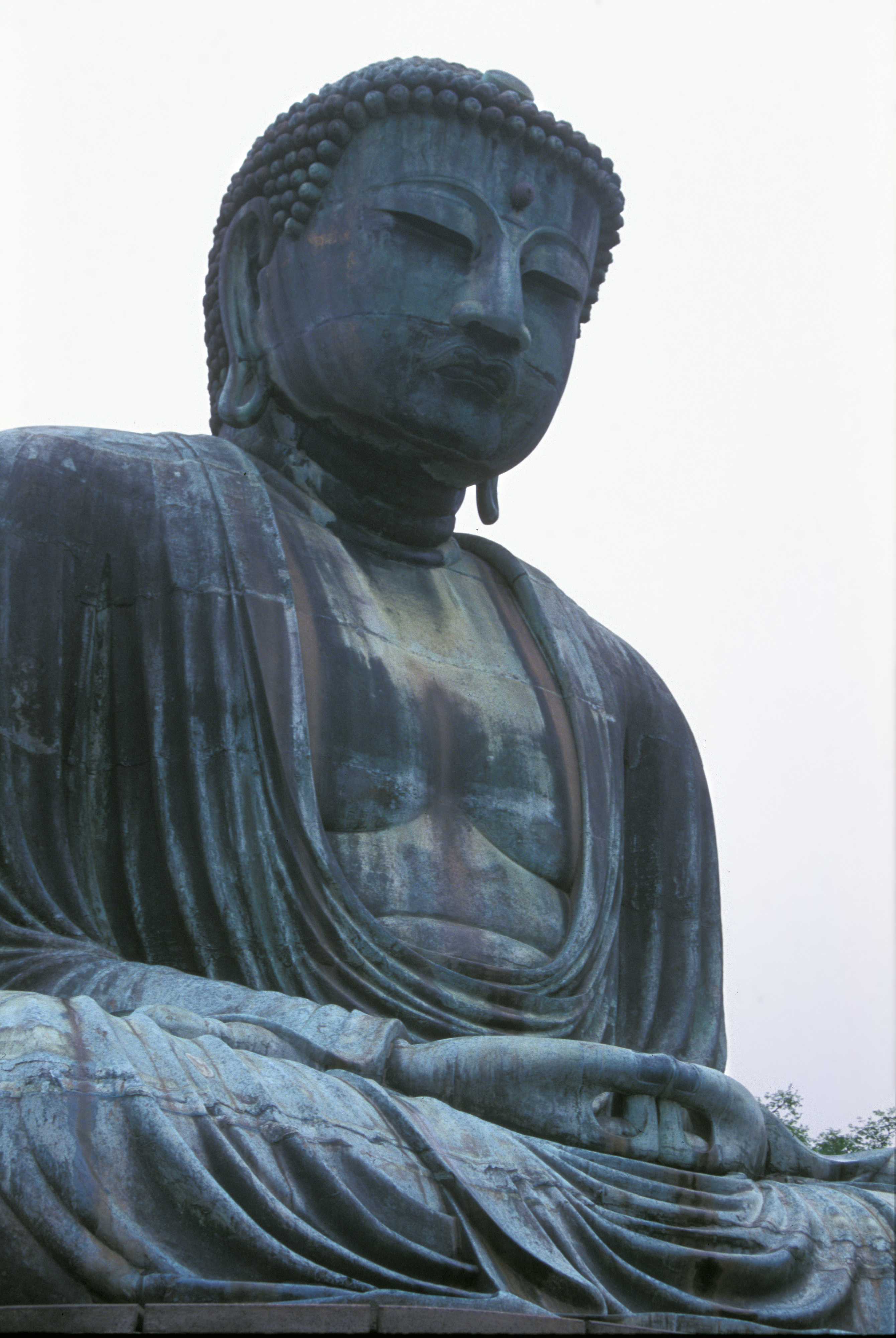
Socha buddhy Amidy v Kamakuře

Mahájána, doslova „velké vozidlo“ („velký vůz“, „velké plavidlo“ nebo „velká stezka“), je učení, podle tradice vzniklé po tzv. 2. Buddhovu otočení kola dharmy, podle některých mahájánových škol i po 3. otočením kola dharmy. Dle legendy se jednalo o tak hluboké učení, že nemohlo být pochopeno v Buddhově době, bylo proto uchováno v říši nágů, odkud jej později Nágárdžuna vynesl na zemský povrch. Podle většiny buddhistických badatelů začala mahájána vznikat někdy kolem 1. století našeho letopočtu.

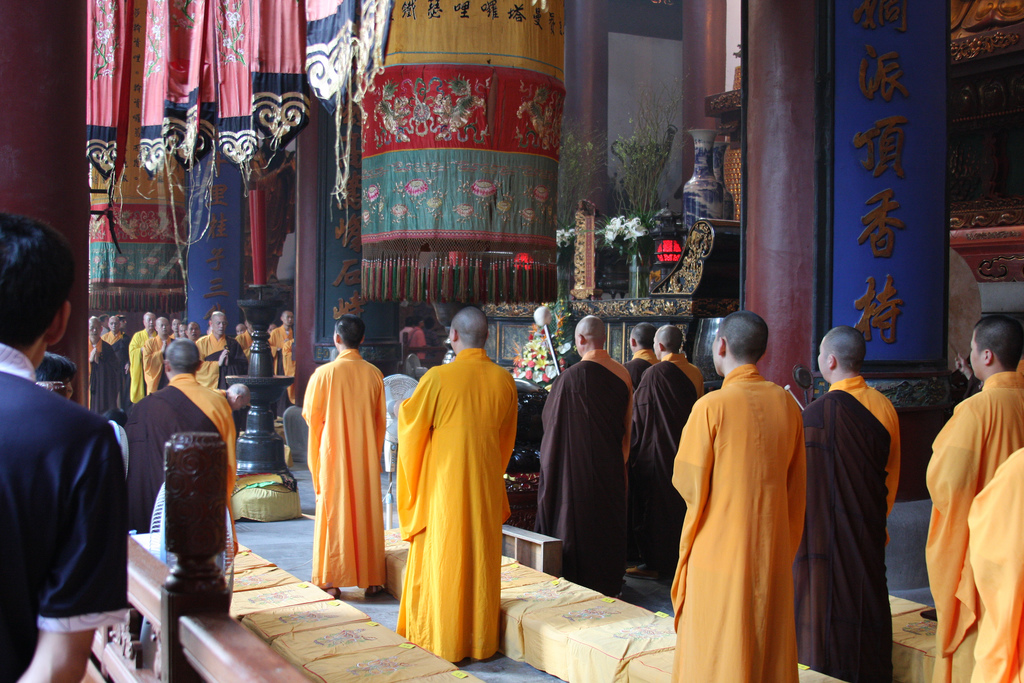
Čínští buddhističtí mniši při ceremonii v Chang-čou

Mahájána zdůrazňuje ideál bódhisattvy, který se sice vyskytoval ve starších školách buddhismu, ale nebyl považován za všeobecně dosažitelný cíl. Osoba, která se rozhodne vydat na cestu bódhisattvy, se vzdává možnosti realizace probuzení podle théravádoveho pojetí a vydává se na dlouhou cestu směřující k realizaci tzv. nejvyššího dokonalého probuzení (sa samjak-sambódhi) – probuzení dokonalého buddhy (sa samjak-sambuddha), které je možné dosáhnout od kompletního rozvoje cesty nahromadění i ve svém nynějším životě. Po dosažení tohoto cíle tak bude moci vyučovat dharmu v různých světech anebo na zemi v době, kdy byla zapomenuta a pomoci tím nespočtu bytostem k probuzení. Na rozdíl od starších škol mahájána začala tvrdit, že takový závazek by měl na sebe vzít každý následovník Buddhy a ne jen několik silně odhodlaných jedinců.
V mahájáně byly rozpracovány jednotlivé stupně pokroku, kterými bódhisattva na své cestě prochází. Bódhisattvům na vyšších stupních začaly být přisuzovány výjimečné schopnosti včetně schopnosti vyučovat dharmu. Dle tradiční představy si bódhisattva na vyšším stupni rozvoje udržuje jakési „éterické“ tělo (sa sambhógakája), jehož prostřednictvím je schopen pomáhat nespočtu bytostí. V mahájaně tak vystupuje obrovské množství bódhisattvů, ke kterým je možno se obracet s nejrůznějšími prosbami.
Součástí mahájány je i zenový buddhismus, ačkoliv se spíše jedná o samostatnou školu, které sice vychází z mahájánových súter, ale má vlastní velice specifický negraduální systém výuky. Mahájánový buddhismus je dnes praktikován především v Číně, Japonsku, Koreji a větší části Vietnamu.

### Vadžrajána

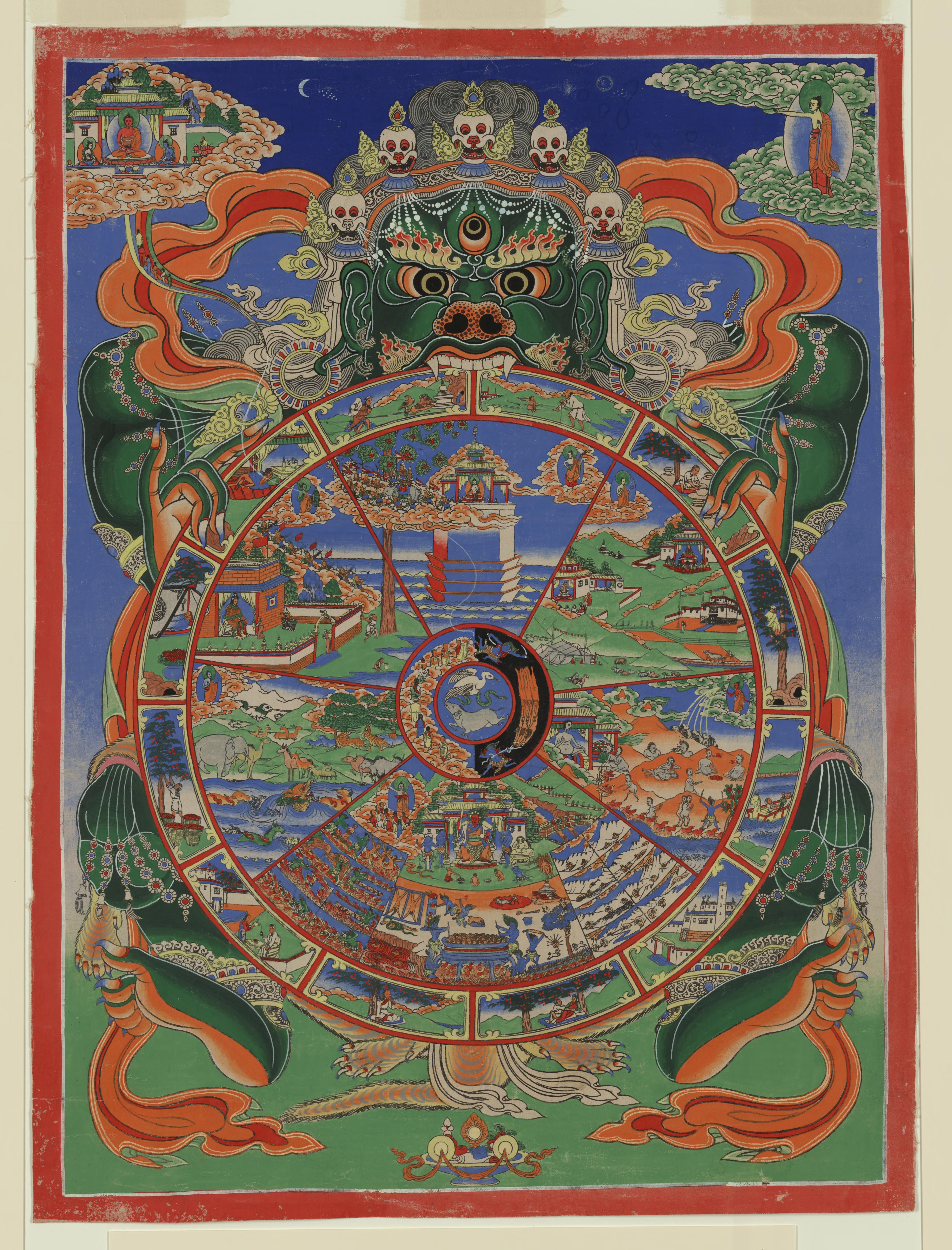
Tradiční tibetská thangka zobrazující kolo života

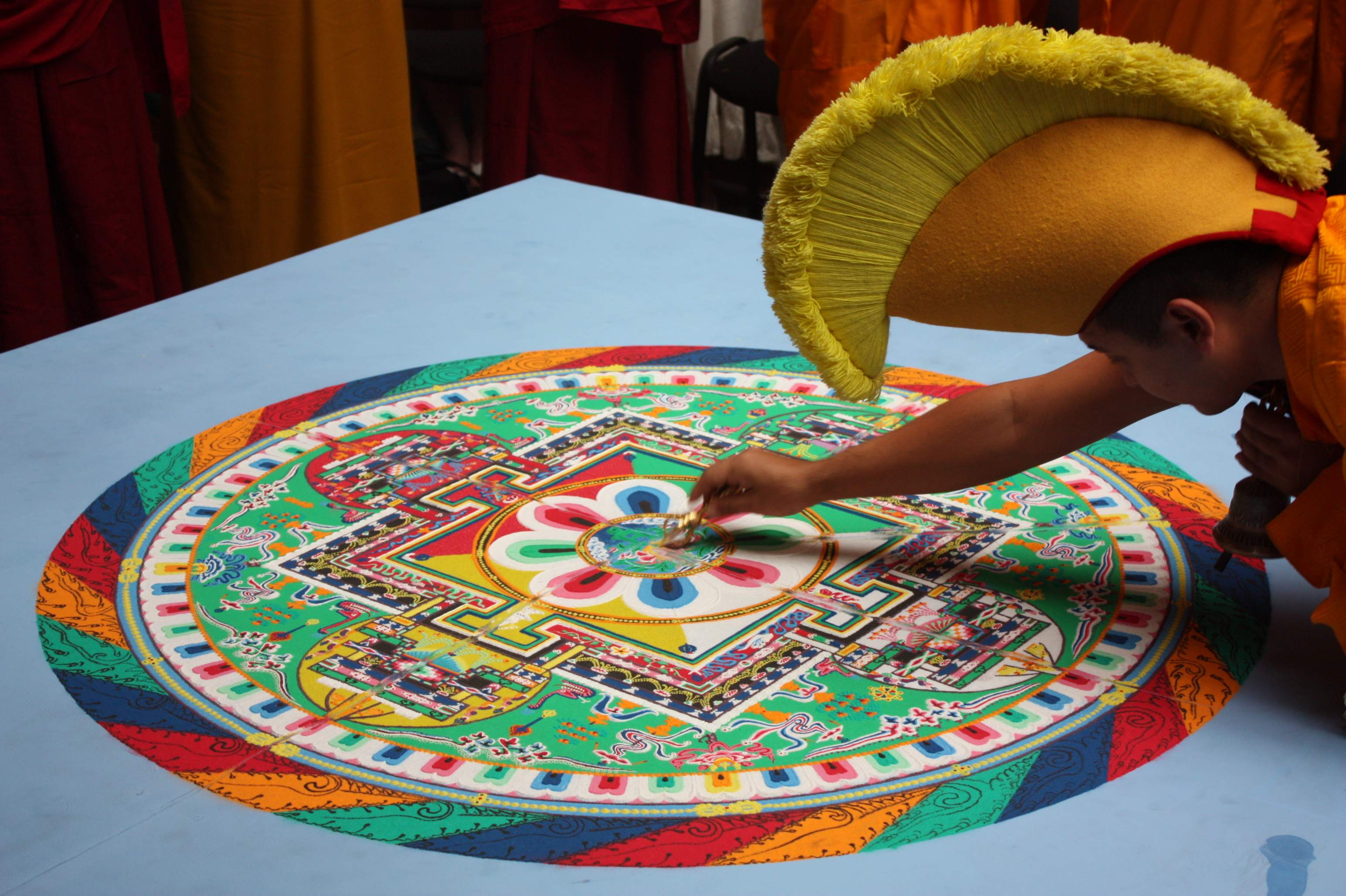
Tibetský mnich tvoří mandalu

Vadžra (tib. dordže) – rituální předmět a symbol ve vadžrajáně

Vadžrajána neboli „cesta tajné mantry“ („mantrajána“, doslova „nezničitelné vozidlo“), někdy se používá výraz tantrajána – tantrický buddhismus je učení, podle tradice vzniklé po tzv. 3. Buddhovu otočení kola dharmy. Forma buddhismu spojována především s tibetským buddhismem. Používá všech metod předchozích směrů, ale navíc ještě speciálních praxí spojených s realizací skutečné podstaty a recitací manter. Nejvyšší učení vadžrajány je skryto v „posvátných“ textech (buddhistických tantrách). Nezbytným předpokladem je 'abhišeka / transmise od realizovaného učitele, který uvede žáka na přímou cestu k probuzení. Vadžrajána se vnitřně člení na vnější tantry (Krija Tantra, Charja Tantra, Joga Tantra) a vnitřní tantry (Mahajoga, Anujoga, Atijoga).
Základem vadžrajánového buddhismu je využití všech možných nástrojů na cestě k probuzení. Vadžrajána sama sebe považuje za nejvyšší učení a tvrdí, že její metody vedou nejrychleji k realizaci stavu buddhy. Dle vadžrajánového pojetí se u ostatních výše zmíněných směrů jedná o tzv. pomalejší hromadění příčin (smysluplné jednání, pozitivní činy apod.), zatímco sama se označuje za tzv. cestu plodu. To znamená, že praktikující se identifikují přímo se svou skutečnou podstatou a díky spojením s učitelem (tib. láma) by měli realizovat osvícení tím nejrychlejším možným způsobem.
Dnes je praktikována především na území Tibetu, Nepálu, Bhútánu, Mongolsku, Laosu a některých částí Indie, Číny a Japonska. V současnosti se rychle rozšiřuje zejména na Západě (prakticky celá Evropa i Amerika), za nejrozšířenější lze považovat školy Karma Kagjü a učení dzogčhenu školy Ňingmapa.
Vadžrajánová tradice, jejímiž zakladatelem je Gautama Buddha a později také Garab Dordže, byla díky Guru rinpočemu zavedena do Tibetu. Zdrojem nauk jsou také kraje severního Pákistánu, pověstmi opředená Odijána, království stovek klášterů v údolí řeky Svat. Zde se buddhismus rozvíjel od 3. stol. př. n. l. po středověký útok Mahmúda z Ghazny. Za tohoto muslimského vpádu bylo zdejší obyvatelstvo zdecimováno, kláštery pobořeny a území Svátu se stalo divokým krajem.

## Dějiny buddhismu

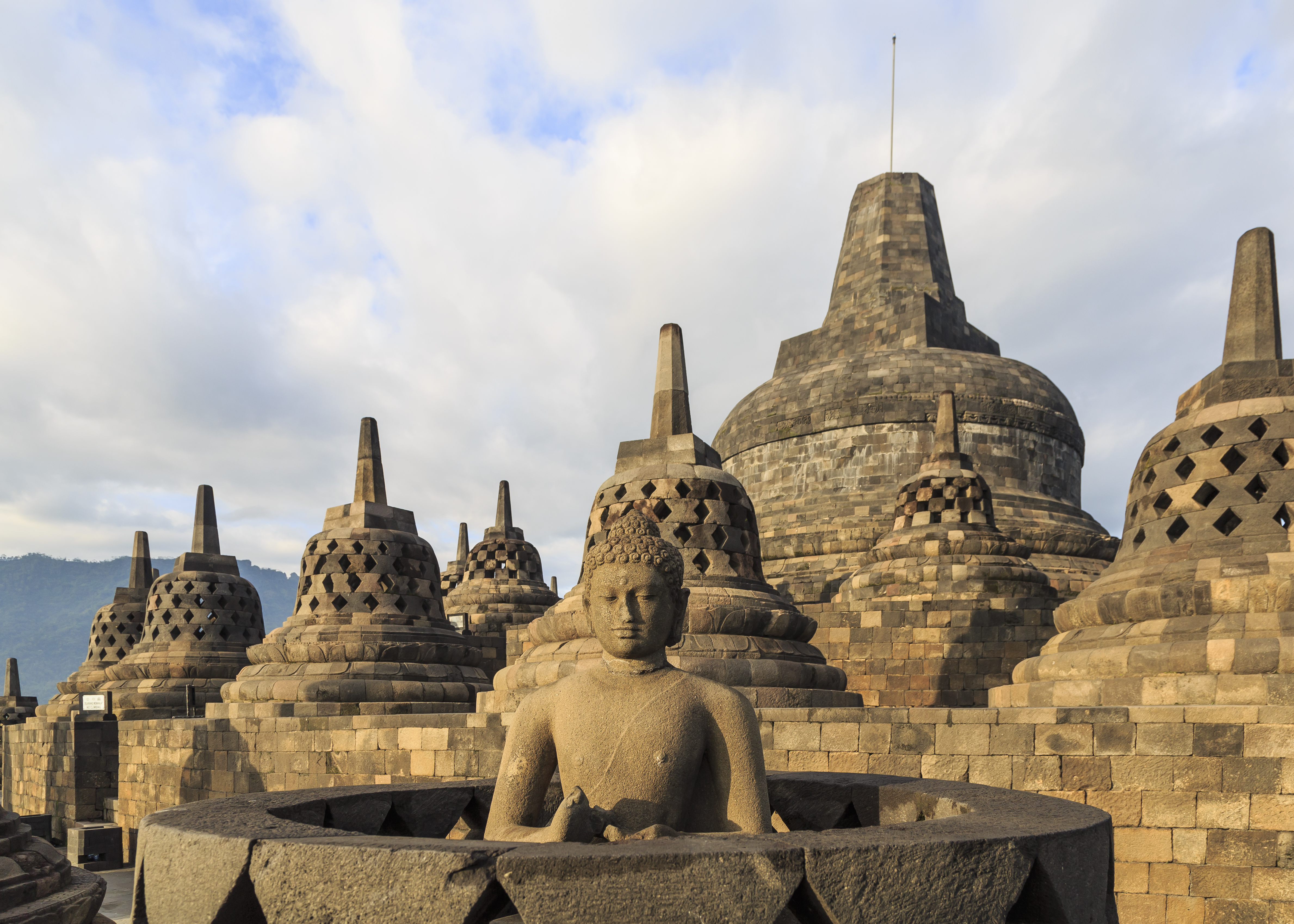
Buddhistický chrámový komplex Borobudur na Jávě, kde byl buddhismus zcela vytlačen islámem

Dějiny buddhismu lze orientačně rozdělit do čtyř fází:
1. Období Buddhova života (přibližně pol. 6. století př. n. l. – pol. 5. století př. n. l.)
2. Doba štěpení na různé školy (od pol. 4. století př. n. l.)
3. Vznik a působení mahájány (od 1. století)
4. Nástup tantrismu (po 7. století)[ujasnit]

### Období Buddhova života
Je pravděpodobné, že Buddha a jeho následovníci začínali jako skupina potulných asketů, avšak brzy se jim začaly stavět přístřešky, z nichž se některé postupně proměnily v kláštery. Dokud zde byl Buddha, jeho žáci se na něj obraceli s prosbami o řešení sporů a nejasností. Avšak již za Buddhova života se objevovaly mezi jeho žáky četné spory, které naplno propukly až po jeho smrti.

### Štěpení do škol

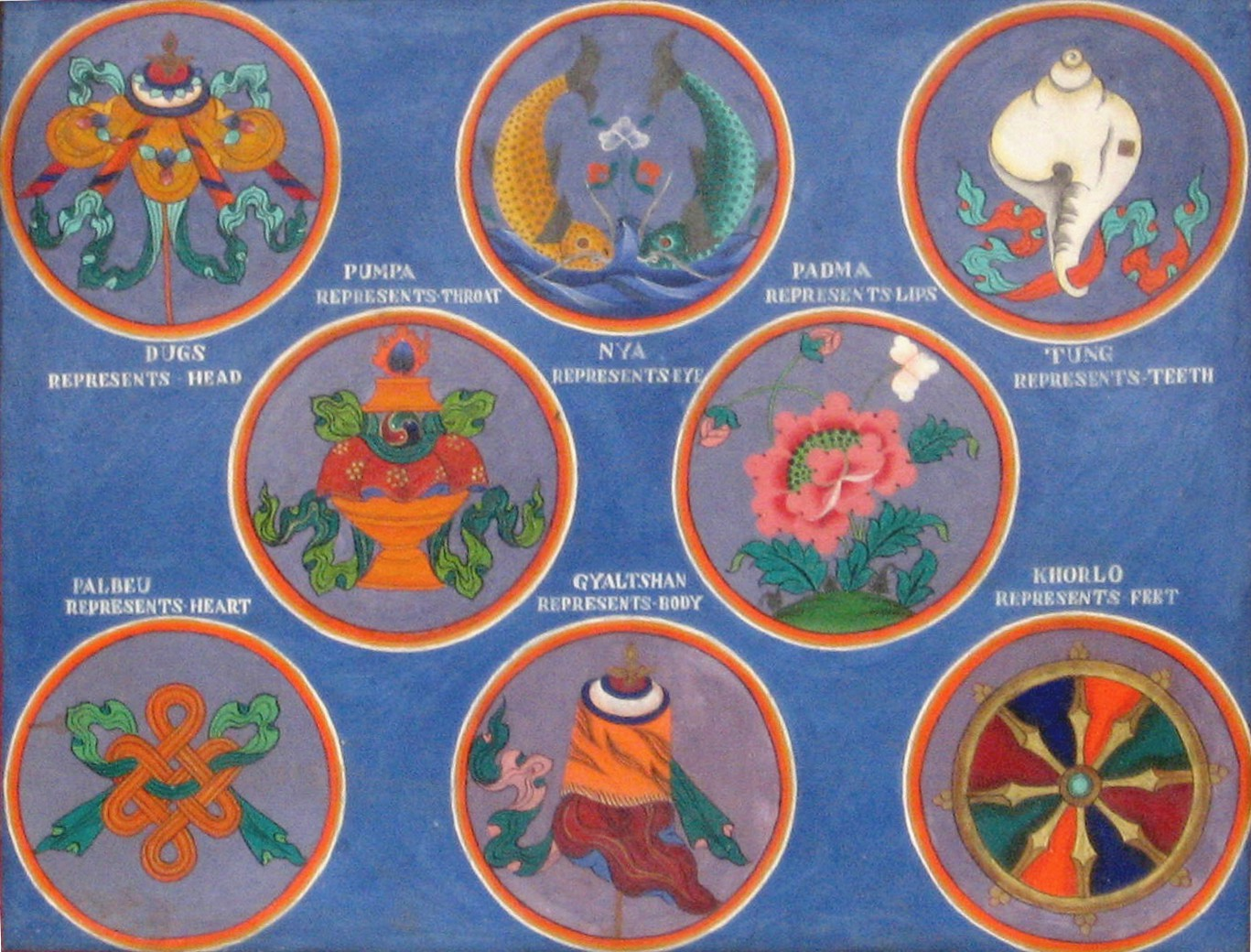
Osm šťastných symbolů v tibetském buddhismu

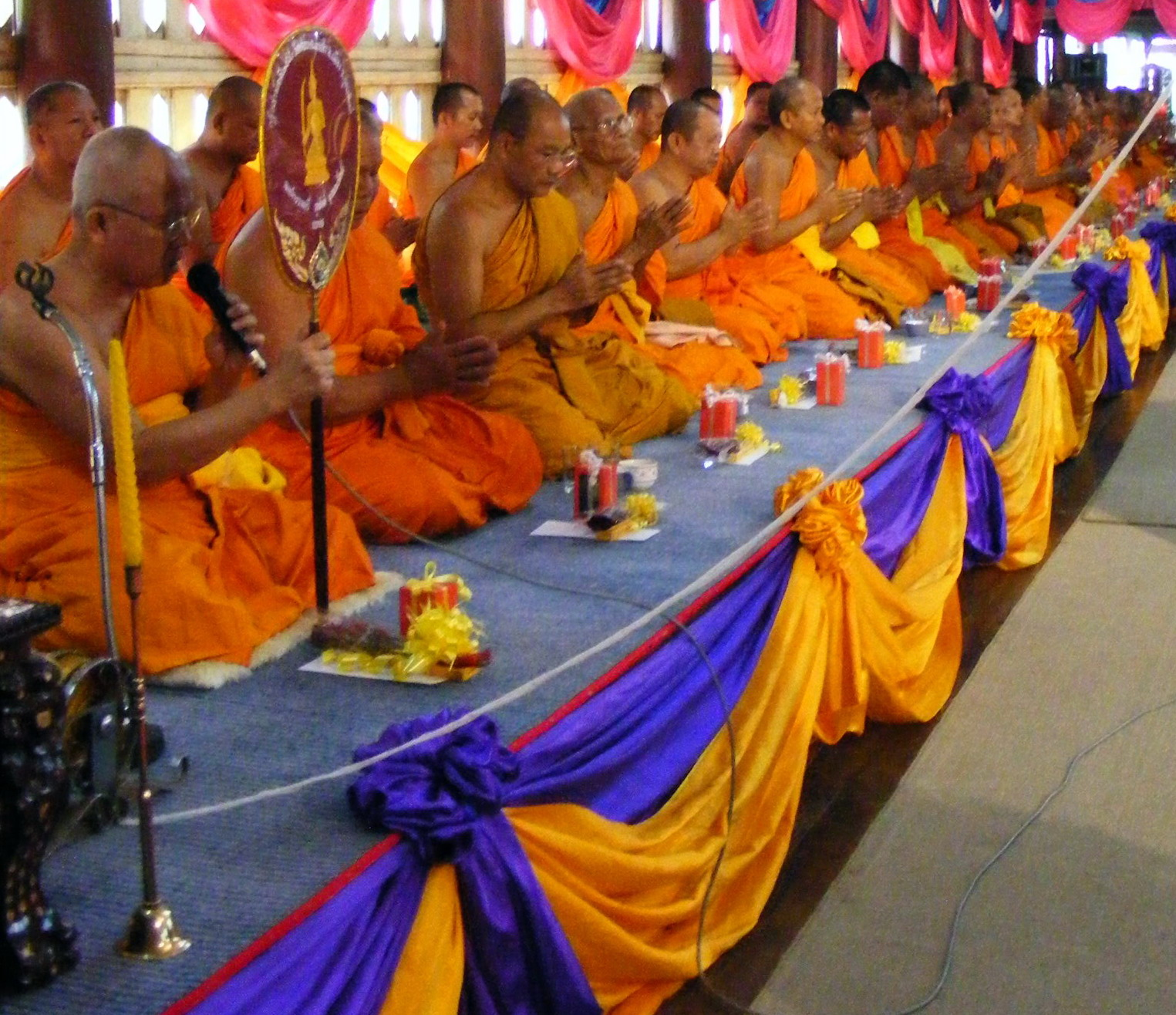
Thajští bhikkuové

Když Buddha zemřel, bylo třeba nějakým způsobem utřídit jeho nauku. Podle tradice se již následujícího roku po Buddhově smrti (tedy kolem roku 483 př. n. l.) konal v Rádžargze první buddhistický koncil, na němž došlo k sestavení mnišských pravidel a recitovaly se na něm Buddhovy rozpravy. Z historického hlediska však tento koncil zůstává nejistý. Podle tradice tak již na tomto mnišském shromáždění vznikly dvě ze tří sbírek buddhistického kánonu (p. tipitaka; sa. tripitaka), a to vinajapitaka a suttapitaka. Avšak podle théravádové tradice již zde vznikl třetí oddíl tipitaky, abhidhammapitaka. Z následujícího období se nedochovaly téměř žádné informace, avšak přibližně po sto letech se měl ve Vaišálí pořádat další koncil, který se již neobešel bez vážných sporů. Tamější mniši byli obviněni z nedodržování řádových pravidel a koncil v čele s radou starších rozhodl, že mnišská nařízení se musí přísně dodržovat. Skupina mnichů v čele s vaišálskými mnichy toto rozhodnutí odmítla přijmout a založili vlastní shromáždění, na kterém pozměnili kánon a přidali k němu i některé další texty. Tato skupina mnichů se později označila jako mahásánghika (dosl. „velká sangha“), aby se odlišila od ostatních mnichů, které se začalo říkat théraváda (sa. sthaviraváda).

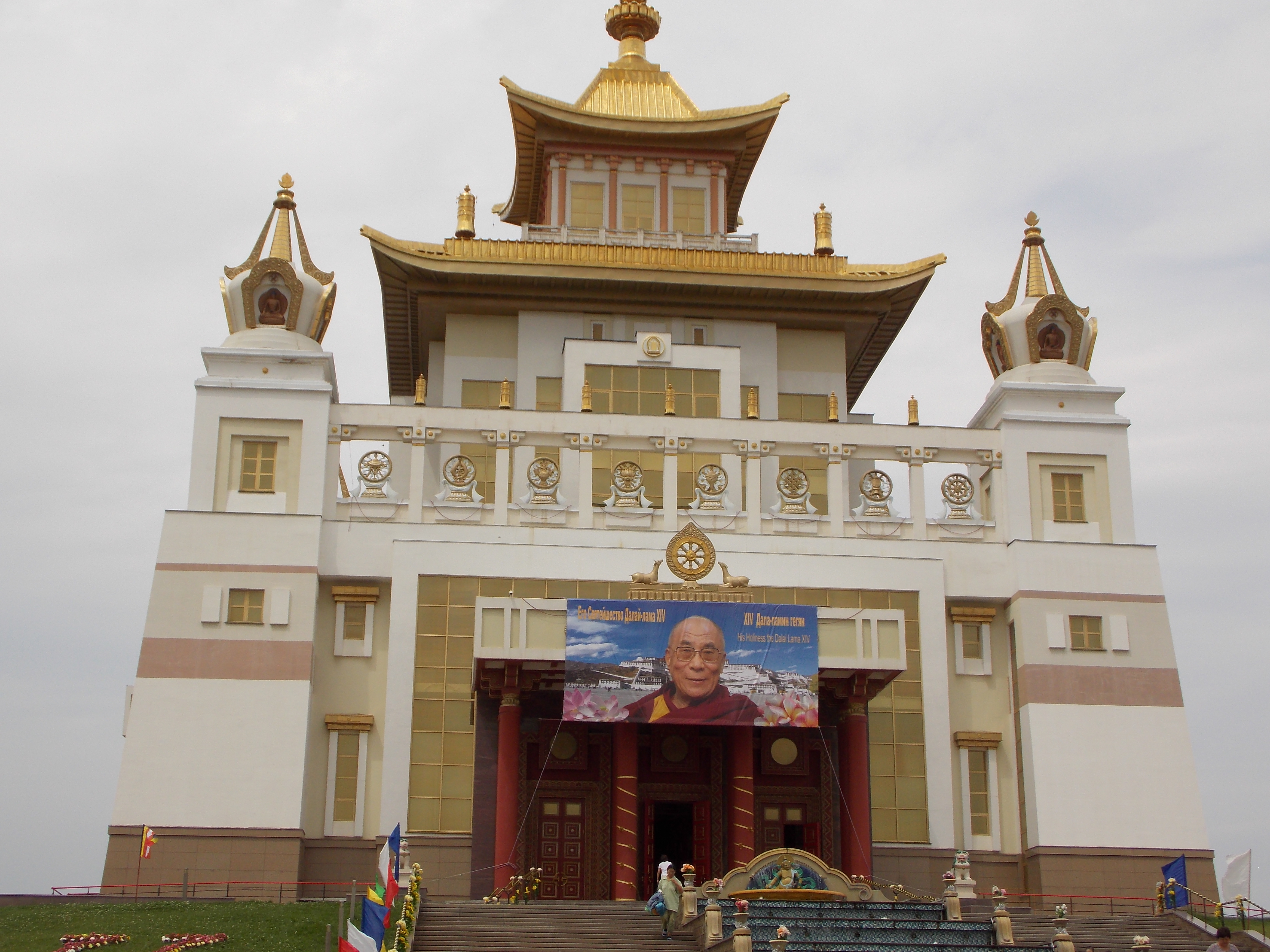
Buddhistický klášter v Kalmycku v Rusku s portrétem dalajlámy

Jakmile se od mnišské obce odtrhla první hnutí mnichů, dala tím podnět k osamostatnění se dalším skupinám. Za dalších přibližně dvě stě let se konal v pořadí třetí buddhistický koncil, který měl se zabýval otázkou, jak rozpoznat arhata. Jelikož tento koncil svolali mahásanghikové, théravádinové jej odmítli uznat a za třetí buddhistický koncil považují setkání mnichů v cejlonské Pátaliputře kolem roku 244 př. n. l. Na rozdíl od prvních dvou koncilů o třetím koncilu nejsou záznamy ve vinajapitace. Kolem roku 140 př. n. l. vznikla další škola s názvem vátsiputríja, jejíž zakladatel Vátsiputra začal tvrdit, že existuje samostatná duše, nezávislá na pěti složkách lidské existence. Následovalo další štěpení do desítek různých škol, které jsou však dnes všechny zaniklé.
Zakladatel indické dynastie Maurjů král Ašóka (300 př. n. l. – 232 př. n. l.) přijal buddhismus za svůj a začal vysílat buddhistické misie mimo jiné do Baktrie a na Cejlon. Zejména úspěch misie na Cejlonu byl ohromující, jelikož se tam buddhismus udržel dodnes.

### Nástup mahájány

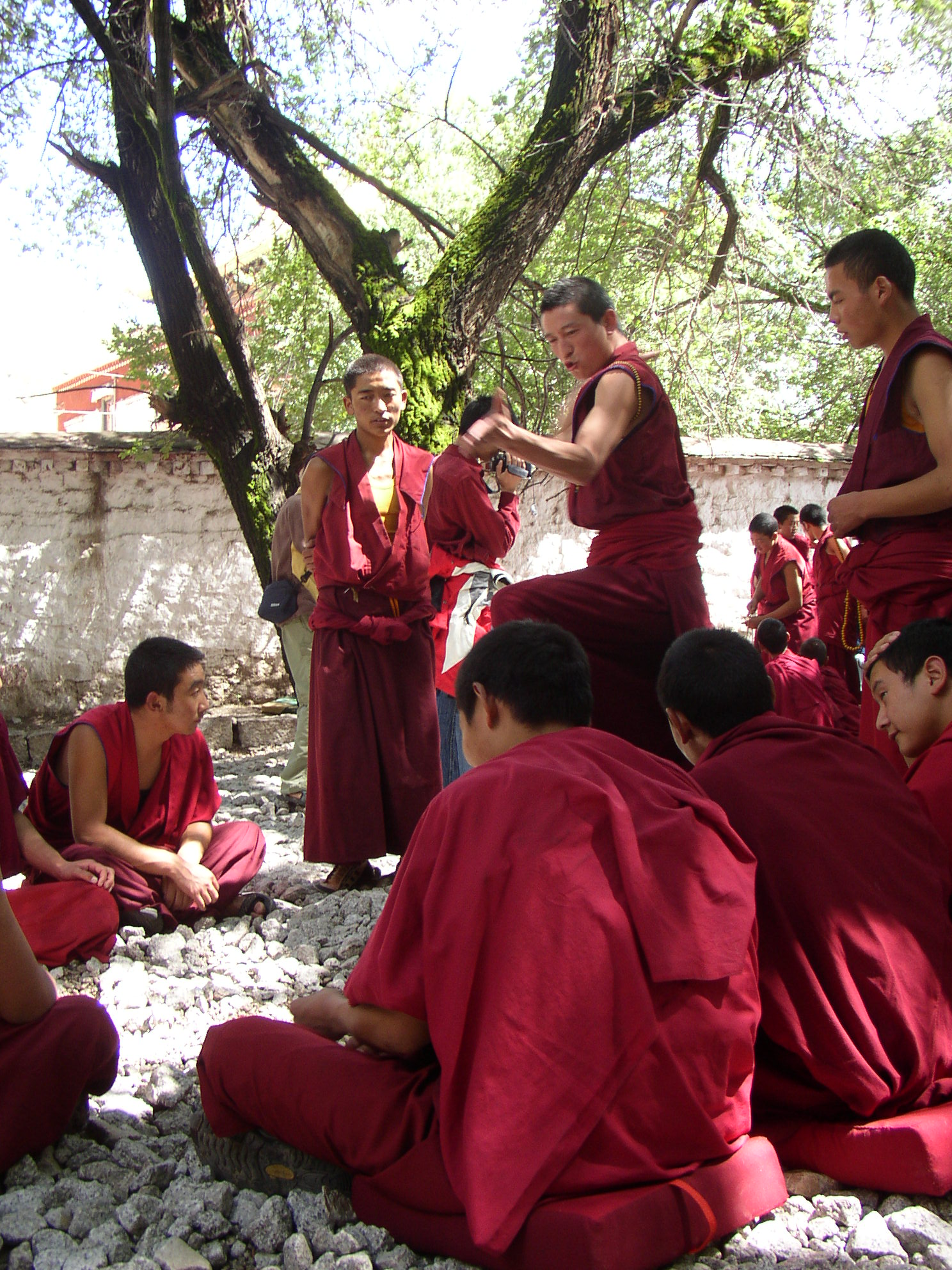
Debatující mniši v tibetském klášteře Sera

Přibližně okolo 1. století př. n. l. se začal objevovat mezi stoupenci Buddhovy nauky nový směr myšlení, jehož stoupenci ho později začali nazývat mahájána (velké vozidlo). Tehdy také vznikl pojem hínajána, jehož autoři byli stoupenci mahájánového směru a který sloužil k označení všeho buddhistického učení, které nebylo mahájánou, což z něj dělá slovo pejorativního charakteru. Společně s mahájánou se začal objevovat i nový druh buddhistických textů, tzv. pradžňápáramitové sútry.
Ve 2. století př. n. l. začal působit filosof Nágárdžuna, který založil školu Mádhjamika a sesystematizoval nauku, s jakou přišla pradžňápáramitová literatura. Začaly vznikat i další mahájánové školy, jako byla Škola prázdnoty apod. Jak mahájánový, tak théravádový proud se začal šířit svým směrem. Mahájána se začala šířit na sever do Nepálu, Mongolska, Číny, Koreje a odtud do Japonska; théravádové učení se rozšířilo spíše do jižních oblastí.

## Buddhismus v Česku
Mnoho buddhistů v České republice tvoří příslušníci vietnamské menšiny a většinou i čeští obyvatelé. V lednu 2008 si jejich komunita zřídila ve Varnsdorfu buddhistický chrám.
V ČR také existuje 46 center (údaj 10/2008) Buddhismu Diamantové Cesty pod vedením 17. Karmapy Thinlä Thajä Dordžeho a lamy Ole Nydahla, několik center Dzogčhenu a mnoho dalších skupin. Přesné informace lze nalézt v uvedené literatuře

## Názory na buddhismus
Rabín Efraim Sidon považuje buddhismus za určitou formu gnosticismu.

## Významní buddhisté
V následujícím výčtu jsou uvedeny osobnosti buddhismu. Seznam nemá za cíl obsáhnout slavné osoby praktikující buddhismus.
- Gautama Buddha
- Ánanda
- Garab Dordže
- Padmasambhava
- Nágárdžuna
- Tilopa
- Náropa
- Marpa
- Milaräpa
- Gampopa
- Jeho svatost dalajlama
- Jeho svatost karmapa[28][29]
- Tai situ rinpočhe
- Žamar rinpočhe[30]
- Džamgön Kongtul Lodö Thajä
- Patrul rinpočhe
- Čhögjal Namkhai Norbu rinpočhe
- Dilgo Khjence rinpočhe
- Khando rinpočhe
- Buddhadása
- Rewatadhamma Sayadaw
- Nyánaponika Maháthera
- Mahási Sayadaw
- Jašódhara
- Henry Steel Olcott
- Ole Nydahl[31]
- Hannah Nydahl[32]
- František Drtikol